# Mar Saura
Mar Saura, née María del Mar Gómez Saura le 16 octobre 1975 à Barcelone, est une actrice, mannequin et présentatrice espagnole.

## Filmographie
- 1996 : Médico de familia (es) (série télévisée) : Pepa
- 1997 : La casa de los líos (es) (série télévisée) : Dama del Amor
- 1998 : Una de dos (série télévisée)
- 1999 : La luz que me ilumina (court métrage)
- 2002 : King of the Farm : Mamen
- 2003 : Un, dos, tres (Un paso adelante) (série télévisée) : Mar
- 2004 : Casi perfectos (es) (série télévisée)
- 2008 : Planta 25 (série télévisée) : Mireia (7 épisodes)
- 2008 : Lalola (es) (série télévisée) : Miriam (2 épisodes)
- 2008-2009 : Escenas de matrimonio (série télévisée) : Aihnoa (11 épisodes)
- 2010 : Capadocia (série télévisée) : Julieta Pusch (2 épisodes)
- 2011 : Operación Malaya (téléfilm) : Arantxa
- 2011 : Ange ou Démon (Ángel o demonio) (série télévisée) : Alexia (22 épisodes)
- 2014 : Los misterios de Laura (série télévisée) : Amanda del Valle
- 2014 : Cobayas: Human Test (court métrage) : Sara
- 2014 : Sábado sensacional (téléfilm)
- 2014 : Cuéntame un cuento (série télévisée) : Eva
- 2015 : La que se avecina (série télévisée) : Olga
- 2016 : Síndrome del bolso pesado crónico (court métrage) : Elena
- 2016 : The Beginning (court métrage)
- 2015-2016 : Le Ministère du temps (série télévisée) : Susana Torres (8 épisodes)
- 2016 : The Open Door : Policía Isabel
- 2018 : El mundo es suyo (es) : Lorena
- 2019 : ¿Qué te juegas?
- 2022 : Machos alfa (série télévisée) : Verónica (épisode 7)